# Maurice F. Weisner

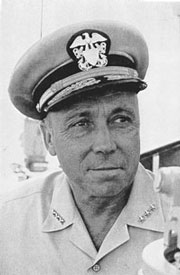
Admiral Maurice F. Weisner

Maurice „Mickey“ Franklin Weisner (* 20. November 1917 in Knoxville, Tennessee; † 15. Oktober 2006 in Pensacola, Florida) war ein US-amerikanischer Admiral der US Navy, der unter anderem von 1972 bis 1973 Vice Chief of Naval Operations, zwischen 1973 und 1976 Befehlshaber der US Pacific Fleet sowie zuletzt von 1976 bis 1979 Befehlshaber des US Pacific Command war.

## Leben

### Militärische Ausbildung, Zweiter Weltkrieg und Vietnamkrieg
Weisner begann nach dem Schulbesuch seine militärische Ausbildung an der US Naval Academy in Annapolis und trat nach deren Abschluss 1941 in die US Navy ein. Nach der weiteren Ausbildung zum Piloten fand er Verwendung als Marineflieger auf dem Flugzeugträger Wasp, ehe dieser während der Schlacht um Guadalcanal am 15. September 1942 vor der Insel Guadalcanal versenkt wurde. Im Anschluss fand er zahlreiche Verwendungen als Offizier, Stabsoffizier sowie als Admiral der US Navy.
Während des Vietnamkrieges war Konteradmiral Weisner zwischen Januar und Juli 1966 Kommandeur der 1. Flugzeugträgerdivision (Carrier Division One) und leitete als solcher die Operationen in Südostasien als „Yankee Team Commander“ bei der Planung, Koordinierung und Durchführung der Operationen bei drei Angriffen von Flugzeugträgerverbänden vor der Küste von Vietnam. Für die dortigen Verdienste wurde ihm erstmals der Legion of Merit verliehen. Eine weitere Auszeichnung mit dem Legion of Merit erfolgte als Vizeadmiral für seine Verdienste bei der US Navy im Vietnamkrieg.

### Admiral der US Navy und Ruhestand
1972 wurde Admiral Weisner Nachfolger von Admiral Ralph Wynne Cousins als Vice Chief of Naval Operations (VCNO) und bekleidete damit nach dem Chief of Naval Operations die zweithöchste Funktion innerhalb der Führung der US Navy. In dieser Funktion verblieb er bis zu seiner Ablösung durch Admiral James L. Holloway III. im September 1973.
Er selbst wurde daraufhin am 30. September 1973 Nachfolger von Admiral Bernard A. Clarey als Befehlshaber der US Pacific Fleet (COMPACFLT) und damit Kommandeur aller Marineverbände im Pazifischen Ozean, die unter anderem die 3. US-Flotte und die 7. US-Flotte mit dem Marinestützpunkt Pearl Harbor umfasst. Auf diesem Posten verblieb Weisner bis zum 12. August 1976 und wurde danach von Admiral Thomas B. Hayward abgelöst. Für seine Verdienste um die US Navy wurden ihm insgesamt vier Mal die Navy Distinguished Service Medal verliehen.
Zuletzt übernahm Admiral Weisner von Admiral Noel A. M. Gayler die Funktion als Befehlshaber des US Pacific Command (CDRUSPACOM). Damit wurde er die Position als Oberkommandierender über alle Verbände der US Army, US Navy, US Marine Corps sowie der US Air Force im Pazifikraum. Diese Funktion übte er bis zu seinem Eintritt in den Ruhestand am 31. Oktober 1979 aus und wurde danach von Admiral Robert L. J. Long abgelöst. Für seine Verdienste in dieser Funktion wurden ihm die Defense Distinguished Service Medal, die Army Distinguished Service Medal und die Air Force Distinguished Service Medal sowie zum vierten Mal die Navy Distinguished Service Medal verliehen. Darüber hinaus wurde ihm für seine Verdienste um die Marineflieger zwei Mal das Distinguished Flying Cross verliehen.
Nach seinem Eintritt in den Ruhestand engagierte sich Weisner für die Stiftung des Marineluftmuseums (National Museum of Naval Aviation) auf dem Marinefliegerstützpunkt Pensacola (Naval Air Station Pensacola), deren Präsident Weisner Ende der 1980er und Anfang der 1990er Jahre war.

## Auszeichnungen
- Naval Aviator Badge
- Defense Distinguished Service Medal
- Army Distinguished Service Medal
- Air Force Distinguished Service Medal
- Navy Distinguished Service Medal (4 ×)
- Legion of Merit (2 ×)
- Distinguished Flying Cross (2 ×)
- Air Medal (6 ×)
- Navy & Marine Corps Commendation Medal (mit Zusatz Combat "V")